# Ernst Bernhard Scharf
Ernst Bernhard Scharf (* 6. Januar 1828 in Keuschberg; † 19. Mai 1888 in Oldenburg) war ein deutscher Zeitungsverleger.

## Leben
Scharf stammte aus der preußischen Provinz Sachsen und kam nach seiner Buchdruckerlehre auf der damals üblichen Wanderschaft 1852 nach Oldenburg. Dort fand er bei der bei dem Druck- und Verlagshaus Gerhard Stalling eine erste Anstellung und wurde schon bald Werkmeister (Faktor) der Druckerei. Kurze Zeit später machte er sich mit einer eigenen Druckerei selbständig.
Im Zuge der günstigen Konjunktur der 1860er Jahre gründete er im Juni 1866 die zweimal wöchentlich erscheinenden Rasteder Nachrichten. Organ für Gemeinde- und Landesinteressen und wagte anschließend, nach anhaltendem wirtschaftlichem Erfolg der Zeitung, im Dezember 1866 den Wechsel in die Landeshauptstadt und Residenzstadt Oldenburg. Ab Januar 1867 gab er hier die zunächst zweimal wöchentlich gedruckten Nachrichten für Stadt und Land. Zeitschrift für Oldenburgische Gemeinde- und Landesinteressen heraus, die sich infolge seiner klugen Preispolitik und der geschickten Organisation der lokalen Berichterstattung zur einflussreichsten Tageszeitung des Oldenburger Landes entwickelte und politisch eine gemäßigt liberale Linie vertrat. Scharf war durch den anhaltenden wirtschaftlichen Erfolg der Zeitung zu Reichtum gekommen. Er starb 1888.

## Familie
Scharf heiratete 1854 Ida Maria Catharina geb. Bender (1826–1913), eine Tochter des Hoflakaien Georg Heinrich Wilhelm Bender. Das Ehepaar hatte fünf Kinder, von denen Theodor Friedrich Oskar Scharf (1836–1937) nach dem Tod des Vaters die Leitung der Zeitung übernahm und sie weiter ausbaute.